# Honda XR 650R
La Honda XR650R est une moto d'enduro conçue pour la compétition qui peut être homologuée pour la route en lui ajoutant quelques équipements et fait partie de la gamme Honda XR.
Elle a été commercialisée en France de 2000 à 2004 en remplacement de la Honda XR600 à partir d'une base complètement nouvelle.
Elle est équipée d'un moteur monocylindre 4 temps de 649 cm³ à refroidissement liquide développant 61,2 ch.
Sa production a été arrêtée en 2008.

## Historique
Commercialisée en 2000 la XR650R n'est pas une évolution de la XR600R (ce rôle revient à la XR650L) mais une moto complètement nouvelle avec 2 grandes évolutions pour cette génération de XR :
- Un cadre aluminium inspirée de celui de la Honda EXP2 400 cm³ 2T de 1995 ;
- Un nouveau moteur de 649 cm³ SOHC qui, pour la première fois sur la gamme XR, est à refroidissement liquide.

Développée pour la compétition, cette moto brillera sur le circuit américain essentiellement.

## Palmarès
Dakar 2001: 8e au général mais première dans la catégorie pilote privé : Pilote Johnny Campbell
Baja 1000 : Invaincue de 1999 à 2005 avec l'équipe Honda, remplacée par la CRF450X pour l'édition 2006 